# Carl Spitteler
Carl Friederich Georg Spitteler (24. dubna 1845, Liestal – 29. prosince 1924, Lucern) byl německy píšící švýcarský básník, prozaik, dramatik a esejista, nositel Nobelovy ceny za literaturu z roku 1919.

## Život
Spitteler pocházel z rodiny státního úředníka, mládí prožil v Bernu. Studoval práva v Basileji a teologii v Curychu a v Heidelbergu, ačkoliv byl ateista. V letech 1871-1879 byl soukromým učitelem a učitelem na střední škole, později působil v Basileji a v Curychu jako novinář. Roku 1883 se oženil s Marií op den Hooff von Amsterdam. Od roku 1892 se zcela věnoval literatuře.
Spitteler byl ve své tvorbě do značné míry ovlivněn německou filozofií Nietzscheho a Schopenhauera. V jeho díle se odráží antické pojetí života s tragickými prvky životního boje o lidskou existenci a snaha o spojení antických a biblických motivů s moderní dobou. Za tímto účelem oživil Spitteler žánr eposu v šestistopých jambech (Prométheus a Epimetheus, Olympské jaro).
Nobelovu cenu za literaturu dostal Spitteler po určitém váhání, zapříčiněném nejspíše rolí Německa v první světové válce. V roce 1918 cena udělena nebyla, za rok 1919 byla Spittelerovi přiřčena teprve v roce 1920 „…se zvláštním oceněním jeho mohutného eposu Olympské jaro“ (citace z odůvodnění Švédské akademie).

## Dílo

### Básně
- Prometheus und Epimetheus (1880-1881, Prométheus a Epimétheus), mytologický epos vydaný pod pseudonymem Carl Felix Tandem.
- Extramundana (1883), epické zpracování sedmi mýtů vytvořených podle vlastního námětu, vydáno pod pseudonymem Carl Felix Tandem.Carl Spitteler (1919)

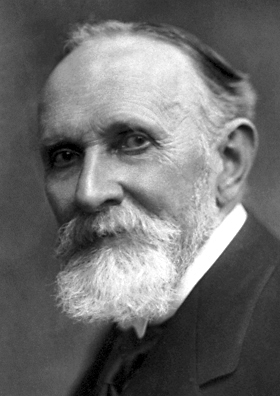
Carl Spitteler (1919)

- Schmetterlinge (1889, Motýli), básnická sbírka,
- Balladen (1896), sbírka balad,
- Gras- und Glockenlieder (1906, Zvonkové písně), básnická sbírka
- Olympischer Frühling (1900-1906, definitivní verze 1910, Olympské jaro), mytologický epos skládající se ze čtyř částí: Die Auffahrt (Předehra), Hera die Braut (Hera nevěsta), Die Hohe Zeit (Velká doba) a Ende und Wende (Konec a proměna).
- Prometheus der Dulder (1924, Prométheus mučedník), přepracovaná verze eposu z roku 1881.

### Divadelní hry
- Der Parlamentär (1889, Parlamentář), komedie,
- Der Ehrgeizige (1892, Ctižádostivec), komedie.

### Prózy
- Spitteler, C. Unser Schweizer Standpunkt. Zürich : Rascher, 1915. (Schriften für Schweizer Art und Kunst, 2)Gustav (1892), novela,
- Litterarische Gleichnisse (1892, Literární paraely), eseje,
- Lachende Wahrheiten (1898, Úsměvné pravdy), eseje,
- Conrad der Leutnant (1898, Poručík Konrád), novela, naturalistickým stylem popsaný generační konflikt otce a syna.
- Imago (1906), novela ovlivněná psychoanalýzou líčící vnitřní konflikt mezi tvůrčím nadáním a hodnotami měšťácké střední třídy.
- Die Mädchenfeinde (1907), novela,
- Meine frühesten Erlebnisse (1914, Moje příhody z nejútlejšího mládí), autobiografie,
- Rede über Gottfried Keller (1919, Řeč o Gottfriedovi Kellerovi), esej.

## Česká vydání
- Poručík Konrád, Leichter, Praha 1921, překlad Josef V. Kavka,
- Moje příhody z nejútlejšího mládí, Vlastmil Vokolek, Pardubice 1926, překlad Josef V. Kavka,
- Gustav, Nakladatelské družstvo Máje, Praha 1939, překlad Otto Pick.
- Prométheus, Přestupní stanice, Praha 2022, překlad Petr Babka